# Saparmyrat Nyýazow
Saparmyrat Nyýazow (Ašgabat, 19. veljače 1940. – Ašgabat, 21. prosinca 2006.) najmoćnija ličnost Turkmenistana u periodu od 1985. do 2006. godine.
Kritiziran kao jedan od najvećih svjetskih autoritativnih diktatora, poznat je i po svojim ekscentričnostima koje su vidljive svuda po Turkmenistanu. Nijazov je radi svoje sulude politike izravno odgovoran za smrt tisuća ljudi kao posljedica odredbi koje je donosio i zbog političkih čistki "neprijatelja režima".

## Životopis
Nyýazow je rođen u Ašgabatu, glavnom gradu Turkmenske SSR. Nakon potresa koji je pogodio Ašgabat 1948., Nyýazow je ostao siroče. Karijeru je započeo 1950. u mjesnom trgovačkom sindikatu. Komunističkoj partiji pridružio se 1962. Diplomirao je 1967. na Lenjingradskom politehničkom institutu u Lenjingradu, danas Sankt Peterburg. Polako se 1970-ih penjao kroz partijsku hijerarhiju. Između 1984. i 1985. radio je u CK KP SSSR-a u Moskvi. U ožujku 1985. imenovan je predsjednikom Vijeća ministara Turkmenske SSR, a u prosincu iste godine izabran je za prvog sekretara Turkmenske KP (TKP). Za narodnog izaslanika u Vrhovnom sovjetu SSSR-a izabran je 1989.
Na prvim demokratskim izborima održanim u listopadu 1990., Nyýazow je izabran za predsjednika Turkmenske SSR. Na izborima nije bilo protukandidata, a Nyýazow je dobio 98,3% glasova. Turkmenistan je bio iznimka u SSSR-u zbog težnje da ostane povezan s Rusijom. U ožujku 1991., Nyýazow je osigurao 95-postotnu podršku naroda u referendumu oko očuvanja Sovjetskog Saveza. Ovaj referendum, iako obilježen prijevrama, pokazao je strah Turkmenistana od gubitka ruske gospodarske podrške. Nakon raspada Sovjetskog Saveza, Nyýazow je bio primoran proglasiti neovisnost. Raspisao je referendum o neovisnosti za 26. listopada 1991., na kojemu je 94% birača glasovalo za neovisnost. Tri dana poslije, 27. listopada, Nyýazow je proglasio neovisnost Turkmenistana.
22. listopada 1993. nadjenuo si je uz postojeće ime i naziv Turkmenbaši (Türkmenbaşy ili Туркменбаши), što znači “Vođa svih Turkmena” po uzoru na Kemala Atatürka, "Oca svih Turaka". 29. prosinca 1999. parlament (u potpunosti sklon Nijazovu) ga je proglasio je doživotnim predsjednikom.
U zadnje vrijeme objavljena je vijest da je Nijazov ozbiljno bolestan i da treba pomoć pri kretanju. 
21. prosinca na državnoj televiziji je objavljeno da je preminuo zbog srčanog udara. Vijest je potvrdilo veleposlanstvo Turkmenistana u Moskvi.

## Kult ličnosti
Nijazov je autoritarni vođa i poznat je po izrazito jakom kultu ličnosti. Vjerujući kako je Turkmenistan država bez nacionalnog identiteta, odlučio ga je sam stvoriti i urediti zemlju u svom stilu. Grad Krasnovodsk koji se nalazi na obalama Kaspijskog jezera, preimenovao je u Turkmenbaši sebi u čast, uz to što je već ranije svojim imenom i imenima članova svoje najuže obitelji, nazvao nekoliko škola, zračnu luku, pa čak i meteor. Tradicionalnu tukmensku riječ  “čorek” (u hrvatskom značenju kruh), 2002. godine je preimenovao u Gurbansoltan edzhe - ime svoje pokojne majke. Lik predsjednika Turkmenbašija nalazi se na svakoj novčanici, dok njegovi golemi portreti vise diljem Turkmenistana, posebice na državnim zgradama i velikim gradskim avenijama. Spomenici koji prikazuju njega i njegovu majku razasuti su svuda po zemlji. Najpoznatiji je onaj u samom srcu pustinje Kara Kum i onaj na vrhu najveće zgrade Ašhabada – Slavoluk neutralnosti koji se uvijek okreće licem prema Suncu.   
Nijazov je izgradio golemu palaču u Ašhabadu u spomen na svoju vladavinu. “Osobno sam protiv izlaganja svojih slika i spomenika po ulicama, ali to je ono što ljudi žele” – jednom je izjavio. 
Obrazovni sustav poučava mlade Turkmene da vole Nijazova, jer njegovi govori i pisana djela sačinjavaju sadržaj gotovo cijelog udžbenika. Glavni tekst je nacionalni ep koji je napisao sam predsjednik pod nazivom Ruhnama ili Knjiga duše. Ta knjiga, mješavina revizionističke povijesti i moralnih načela, namijenjena je usmjeravanju naroda prema duhovnosti i temelj je nacionalne umjetnosti i književnosti. 
Nakon raspada SSSR-a knjige i udžbenici sovjetskog razdoblja izbačeni su s polica knjižnica te nisu nadomješteni novim izdanjima i naslovima. To je razlog da danas knjižnice u Turkmenistanu raspolažu s jako malo naslova koje nije napisao Turkmenbaši. 2004. godine, diktator je zatvorio sve ruralne knjižnice pod opravdanjem da seosko stanovništvo Turkmenistana ne čita, a u svom rodnom selu Kipčak, izgradio je memorijalni kompleks u spomen na svoju majku, uključujući i džamiju čija se vrijednost procjenjuje na 100 milijuna $ kao simbol preporoda turkmenskog naroda. Zidovi ovog zdanja ispisani su dijelovima iz Ruhname i surama iz Kurana. 
Od ostalih napora u preoblikovanju kulture Turkmenistana valja spomenuti uvođenje turkmenske abecede, koja se bazira na latinici a trebala bi zamijeniti ćirilicu, određivanje starosnih kategorija (građani do 25. godine smatraju se maloljetnicima, mladost traje do 37. godine, a starost počinje s navršenih 85. godina) i preimenovanje dana u tjednu i mjeseci po narodnim herojima i drugim simbolima. Siječanj je tako preimenovan u Turkmenbaši, a travanj u Gurbansoltan Edzhe, po predsjednikovoj majci.

## Predsjednički proglasi
Kao doživotni predsjednik Turkmenistana, Nijazov je proglasio mnoge neobične uredbe kao što su:  
- zabrana nanošenja šminke tv voditeljima, jer je predsjednik teško razlikovao muškog tv voditelja od ženske tv voditeljice
- ukidanje baleta i opere, nazvavši ih nepotrebnima
- zabranio pušenje na javnim mjestima 1997. nakon što je on sam bio prisiljen prestati pušiti zbog teške operacije srca
- zabranio pjevanje na playback
- zabranio slušanje radija za vrijeme vožnje u automobilu
- proglasio Dan dinje državnim praznikom
- ukinuo imena ulica u Ašhabatu, zamijenivši ih brojevima (Prva, druga, treća…ulica)
- zabranio nošenje duge kose i brade mladim muškarcima (2001.)
- zabranio mlađoj populaciji nošenje zlatnih zubi, savjetujući da što više glođu kosti i na taj način sačuvaju zdravlje svojih zubi
- zatvorio je gotovo sve knjižnice i bolnice izvan glavnog grada
- zabranio izlazak strancima poslije 23:00 sata
- zabranio kopiranje ključeva

## Predsjednička politika
Nijazov je nadaleko poznat po svojem ekscentričnom vođenju politike. U kolovozu 2004., naredio je gradnju goleme ledene palače usred pustinjske države, oglušujući se na promatrače koji su napomenuli da je to bez nekog oblika tehničke podrške, nemoguća misija.
Država dopušta samo dvije religije: rusko pravoslavlje i sunitski Islam. Bilo kakve organizacije ili religije koje nisu povezane s turkmenskom kulturom, nemaju pravo na djelovanje.  
Nakon navodnog pokušaja ubojstva na njega 25. studenog 2002., započela su masovna uhićenja osumnjičenih i njihovih članova obitelji. Neki kritičari smatraju da se radi o insceniranom atentatu, ne bi li na taj način Nijazov dobio opravdanje za obračunavanje sa svojim neistomišljenicima.   
U ljeto 2004. u glavnom gradu Ašhabadu pojavili su se letci koji su pozivali stanovništvo na pobunu te na svrgavanje i suđenje Nijazova. Vlasti nisu uspjele ući u trag aktivistima te kampanje nakon čega je predsjednik reagirao i na nacionalnoj televiziji dao ostavku ministru unutarnjih polova i rektoru policijske akademije.  
Optužio je ministra riječima da je nesposoban i da kroz vrijeme svog mandata nije postigao ništa što bi suzbilo kriminal u državi.  
2004. godine Nijazov je otpustio 15 000 medicinskog osoblja zamijenivši ih vojnicima. Akciju je nastavio 1. ožujka 2005. kada je naredio zatvaranje svih bolnica izvan grada Ašhabada, a tada je izjavio: “Zašto bi gubili liječnike specijaliste na selu, kada svi oni mogu raditi u glavnom gradu.”

## Smrt
21. prosinca 2006. državna televizija (druga televizija osim državne nema) javila je da je predsjednik Nyýazow iznenada umro od srčanog udara. Neki oporbeni izvori u Turkmenistanu tvrde da je Nyýazow umro nekoliko dana ranije.